# Athanasios Kynigakis
Athanasios Charalampos Kynigakis, noto come Alkis Kynigakis (Αθανάσιος Χαράλαμπος Kυνηγακης; La Canea, 21 agosto 1998), è un nuotatore greco, specializzato nel nuoto di fondo.

## Biografia
Ha rappresentato la Grecia ai Giochi olimpici estivi di Tokyo 2020 classificandosi 5º nella 10 km maschile.